# 八戸市公会堂
SG GROUPホールはちのへ(八戸市公会堂)（はちのへしこうかいどう）は、青森県八戸市内丸にある公会堂。

## 概要
1975年4月30日に落成。延べ床面積は9538m2。総工費21億6500万円。近隣には三八城公園、八戸市役所がある。
設計は、石本建築事務所。
大ホールは座席数1,624席。可動式の天井を下げて1階席のみを利用することで、座席数1,060席の中ホールとしても利用できる。緞帳は棟方志功がデザインし、龍村美術織物が制作したものである。館内には大会議室（リハーサル室）、小会議室、展示室、レストラン「輪あーく」があり、近接している八戸市公民館にも座席数492席の公民館ホール（公会堂文化ホール）がある。
2008年7月に発生した岩手県沿岸北部地震ではホールの天井が落下したため、9月まで緊急補修工事を行った。吹奏楽では全日本吹奏楽コンクール青森県大会の開催地を青森市文化会館に変更した。
将来的な建て替え時には社会の変化を見据え公民館ホールを廃止し、八戸市南郷文化ホールと拡張予定の大ホールに集約する構想がある。
開館から財団法人八戸市公会堂が指定管理者として管理運営していたものの、2009年3月に解散。翌月から株式会社アート＆コミュニティが指定管理者となっている。
耐震改修工事のため、2019年7月1日から2020年12月31日までの予定で、公会堂ホール、大会議室（リハーサル室）、小会議室が休館となる予定だったものの、入札の不調により工事開始が繰り下がり8月5日から休館となる。

八戸市は第7次八戸市行財政改革大綱に基づき、公会堂のネーミングライツスポンサーを募集した。
東北医療福祉事業協同組合がスポンサーに選ばれ、八戸市公会堂から「SG GROUP ホール八戸」に変わった